# Renato Sá
Renato Luís de Sá Filho (Tubarão, 15 de junho de 1955) é um ex-futebolista brasileiro que atuava como ponta-esquerda.
Renato Sá destacou-se pelo Grêmio, Botafogo, Vasco, Atlético (MG) e Atlético (PR). Ficou famoso por ter sido o jogador a interromper por duas vezes as maiores seqüências de invencibilidade do futebol brasileiro. Fez o gol, quando jogava pelo Grêmio, que derrotou o Botafogo pela primeira vez após 52 jogos. Curiosamente, com a camisa deste clube carioca, também foi o autor do gol da vitória do alvinegro sobre o Flamengo, que há 52 jogos estava sem derrotas.
Também teve grande destaque no Avaí em 1977 quando foi vice-campeão estadual. Pelo Grêmio, foi campeão brasileiro de 1981 sendo ele que deu o passe de cabeça para Baltazar  fazer o gol do título em pleno Morumbi em 03 de maio daquele ano.

## Títulos
Grêmio
- Campeonato Brasileiro: 1981